# Marcelo Saralegui
	Marcelo Saralegui Arregín (Montevideo, Uruguay, 18 de mayo de 1971) es un exfutbolista y entrenador uruguayo. Actualmente se encuentra sin trabajo, tras haber sido desvinculado de Colón luego de obtener 1 punto en 4 fechas en la Liga Profesional de Fútbol 2023.

## Trayectoria
Jugó por primera vez en Europa, a la temprana edad de 19 años, con el Atlético de Madrid de España. Pero solo seis meses más tarde regresó a su país natal y a Nacional.
Desde entonces su juego ha florecido y después de una serie de excelentes muestras en la Copa América 1993, este centrocampista inclinado al ataque ha decidido mostrar otra vez su técnica y habilidad en Europa, está vez para el Torino de Italia donde ganó la Copa Italia en 1993.
Luego emigró a Argentina fichando por el Racing Club de Avellaneda.

## Selección nacional
Fue internacional con la Selección de fútbol de Uruguay en 33 oportunidades, marcando 6 goles. Además ganó la Copa América de 1995, disputada en Uruguay.

### Participaciones en fase finales
| Competición       | Categoría | Sede    | Resultado        | Partidos | Goles |
| ----------------- | --------- | ------- | ---------------- | -------- | ----- |
| Copa América 1993 | Absoluta  | Ecuador | Cuartos de final | 4        | 2     |
| Copa América 1995 | Absoluta  | Uruguay | Campeón          | 4        | 1     |
| Copa América 1997 | Absoluta  | Bolivia | Primera fase     | 3        | 1     |
| Total             | Total     | Total   | Total            | 11       | 4     |

### Partidos internacionales
| #  | Fecha                    | Rival            | Sede              | Estadio                         | Resultado | Competición                           |
| -- | ------------------------ | ---------------- | ----------------- | ------------------------------- | --------- | ------------------------------------- |
| 1  | 21 de junio de 1992      | Australia        | Montevideo        | Estadio Centenario              | 2 - 0     | Amistoso                              |
| 2  | 4 de julio de 1992       | Ecuador          | Montevideo        | Estadio Centenario              | 3 - 1     | Amistoso                              |
| 3  | 2 de agosto de 1992      | Costa Rica       | Montevideo        | Estadio Centenario              | 2 - 1     | Copa Carlsberg 2000                   |
| 4  | 25 de noviembre de 1992  | Brasil           | Campina Grande    | Governador Ernani Sátyro        | 1 - 2     | Amistoso                              |
| 5  | 29 de noviembre de 1992  | Polonia          | Montevideo        | Estadio Centenario              | 1 - 0     | Amistoso                              |
| 6  | 20 de diciembre de 1992  | Alemania         | Montevideo        | Estadio Centenario              | 1 - 4     | Amistoso                              |
| -  | * 13 de junio de 1993    | CT Universitario | Ambato            | Estadio Bellavista              | 7 - 3     | Amistoso                              |
| 7  | 16 de junio de 1993      | Estados Unidos   | Ambato            | Estadio Bellavista              | 1 - 0     | Copa América 1993                     |
| 8  | 19 de junio de 1993      | Venezuela        | Ambato            | Estadio Bellavista              | 2 - 2     | Copa América 1993 ( 23')              |
| 9  | 22 de junio de 1993      | Ecuador          | Quito             | Estadio Olímpico Atahualpa      | 2 - 1     | Copa América 1993                     |
| 10 | 26 de junio de 1993      | Colombia         | Guayaquil         | Estadio Mounmental              | 1 - 1     | Copa América 1993 ( 63')              |
| 11 | 5 de septiembre de 1993  | Ecuador          | Guayaquil         | Estadio Mounmental              | 0 - 1     | Clasificación Mundial 1994            |
| 12 | 12 de septiembre de 1993 | Bolivia          | Montevideo        | Estadio Centenario              | 2 - 1     | Clasificación Mundial 1994            |
| -  | * 15 de junio de 1995    | Banfield         | Montevideo        | Estadio Centenario              | 1 - 1     | Amistoso                              |
| -  | * 21 de junio de 1995    | River Plate      | Maldonado         | Estadio Burgueño                | 3 - 0     | Amistoso                              |
| 13 | 25 de junio de 1995      | Nueva Zelanda    | Paysandú          | Estadio Parque Artigas          | 7 - 0     | Amistoso                              |
| 14 | 28 de junio de 1995      | Nueva Zelanda    | Rivera            | Estadio Atilio Paiva Olivera    | 2 - 2     | Amistoso                              |
| 15 | 9 de julio de 1995       | Paraguay         | Montevideo        | Estadio Centenario              | 1 - 0     | Copa América 1995                     |
| 16 | 13 de julio de 1995      | México           | Montevideo        | Estadio Centenario              | 1 - 1     | Copa América 1995 ( 79')              |
| 17 | 16 de julio de 1995      | Bolivia          | Montevideo        | Estadio Centenario              | 2 - 1     | Copa América 1995                     |
| 18 | 19 de julio de 1995      | Colombia         | Montevideo        | Estadio Centenario              | 2 - 0     | Copa América 1995                     |
| 19 | 11 de octubre de 1995    | Brasil           | Salvador de Bahía | Itaipava Arena Fonte Nova       | 2 - 0     | Amistoso                              |
| 20 | 24 de abril de 1996      | Venezuela        | Caracas           | Estadio Olímpico UCV            | 0 - 2     | Clasificación Mundial 1998            |
| 21 | 2 de junio de 1996       | Paraguay         | Montevideo        | Estadio Centenario              | 0 - 2     | Clasificación Mundial 1998            |
| 22 | 7 de julio de 1996       | Colombia         | Barranquilla      | Metropolitano                   | 3 - 1     | Clasificación Mundial 1998            |
| 23 | 8 de octubre de 1996     | Bolivia          | Montevideo        | Estadio Centenario              | 1 - 0     | Clasificación Mundial 1998            |
| 24 | 12 de noviembre de 1996  | Chile            | Santiago de Chile | Estadio Nacional de Santiago    | 1 - 0     | Clasificación Mundial 1998            |
| 25 | 15 de diciembre de 1996  | Perú             | Montevideo        | Estadio Centenario              | 2 - 0     | Clasificación Mundial 1998            |
| 26 | 12 de febrero de 1997    | Ecuador          | Quito             | Estadio Olímpico Atahualpa      | 4 - 0     | Clasificación Mundial 1998            |
| 27 | 2 de abril de 1997       | Venezuela        | Montevideo        | Estadio Centenario              | 3 - 1     | Clasificación Mundial 1998            |
| 28 | 12 de junio de 1997      | Perú             | Sucre             | Estadio Olímpico Patria         | 1 - 0     | Copa América 1997                     |
| 29 | 15 de junio de 1997      | Venezuela        | Sucre             | Estadio Olímpico Patria         | 2 - 0     | Copa América 1997 ( 47')              |
| 30 | 18 de junio de 1997      | Bolivia          | La Paz            | Estadio Hernando Siles          | 1 - 0     | Copa América 1997                     |
| 31 | 20 de julio de 1997      | Bolivia          | La Paz            | Estadio Hernando Siles          | 1 - 0     | Clasificación Mundial 1998            |
| 32 | 10 de setiembre de 1997  | Perú             | Lima              | Estadio Nacional José Díaz      | 2 - 1     | Clasificación Mundial 1998            |
| 33 | 16 de noviembre de 1997  | Ecuador          | Maldonado         | Estadio Domingo Burgueño Miguel | 5 - 3     | Clasificación Mundial 1998 ( 3', 12') |

## Clubes

### Como futbolista
| Club                | País                | Año         | Partidos | Goles | Media |
| ------------------- | ------------------- | ----------- | -------- | ----- | ----- |
| Nacional            | Uruguay             | 1989 - 1992 | 37       | 4     | 0.11  |
| Atlético Madrid     | España              | 1990        | 3        | 0     | 0     |
| Torino              | Italia              | 1992 - 1994 | 2        | 0     | 0     |
| Racing              | Argentina           | 1994 - 1995 | 33       | 5     | 0.15  |
| Colón               | Argentina           | 1995 - 1998 | 114      | 29    | 0.25  |
| Independiente       | Argentina           | 1999        | 14       | 1     | 0.07  |
| Defensor Sporting   | Uruguay             | 2000        | 5        | 0     | 0     |
| Racing              | Argentina           | 2000        | 12       | 0     | 0     |
| Nacional            | Uruguay             | 2001        | 12       | 1     | 0.08  |
| Fénix               | Uruguay             | 2002 - 2003 | 10       | 2     | 0.2   |
| Uruguay Montevideo  | Uruguay             | 2004        | 3        | 0     | 0     |
| Total en su carrera | Total en su carrera | 1989 - 2004 | 242      | 42    | 0.17  |

### Como entrenador
| Club               | País      | Año         | PJ | PG | PE | PP | GF | GC | DG  | EF%    |
| ------------------ | --------- | ----------- | -- | -- | -- | -- | -- | -- | --- | ------ |
| Uruguay Montevideo | Uruguay   | 2004 - 2006 | ?  | ?  | ?  | ?  | ?  | ?  | ?   | ?      |
| Cerrito            | Uruguay   | 2006 - 2007 | ?  | ?  | ?  | ?  | ?  | ?  | ?   | ?      |
| Cerrito            | Uruguay   | 2010        | ?  | ?  | ?  | ?  | ?  | ?  | ?   | ?      |
| Rampla Juniors     | Uruguay   | 2014        | 26 | 9  | 6  | 11 | 37 | 41 | -4  | 42.31% |
| Colegiales         | Argentina | 2016        | 5  | 0  | 1  | 4  | 1  | 12 | -11 | 6.67%  |
| Colón              | Argentina | 2022 - 2023 | 10 | 3  | 2  | 5  | 11 | 14 | -3  | 36.67% |
| Total              | Total     | Total       | 41 | 12 | 9  | 20 | 49 | 67 | -18 | 36.59% |

## Palmarés

### Como futbolista
Campeonatos nacionales
| Título           | Club     | País    | Año     |
| ---------------- | -------- | ------- | ------- |
| Primera División | Nacional | Uruguay | 1992    |
| Copa Italia      | Torino   | Italia  | 1992-93 |
| Primera División | Nacional | Uruguay | 2001    |

Copas internacionales
| Título       | Club    | País    | Año  |
| ------------ | ------- | ------- | ---- |
| Copa América | Uruguay | Uruguay | 1995 |

### Como entrenador
- Ascenso a la Divisional A